# 상군 (신라)
상군(上軍, ?~?)은 신라의 관리이다.

## 생애
신라의 대나마(大奈麻)로서 602년에 사절로 수나라에 가서 방물(方物)을 전하고 승려 지명(智明)과 함께 귀국했다.